# Ty the Tasmanian Tiger
Ty the Tasmanian Tiger é o primeiro título de uma série de jogos eletrônicos para o PlayStation 2, Xbox, e GameCube produzidas pelo Krome Studios em 2002.
Em 2004 uma sequela, Bush Rescue foi lançada em todas as plataformas acima, com a adição de uma versão para Game Boy Advance. Ainda no mesmo ano, DPS Film Roman e Krome Studios anunciaram que iriam produzir um desenho animado baseado no jogo, porém nunca chegou a ser produzido. Em maio de 2005, Activision e Krome Studios assinaram um acordo de co-publicação para a terceira parte da série: Ty the Tasmanian Tiger 3: Night of the Quinkan, lançado em outubro do mesmo ano.

## Enredo

### Personagens
O protagonista é o personagem-título Tyrone, mais conhecido como Ty, um heróico tigre-da-tasmânia , adotado por uma família de bilbies, que deve salvar sua família de um reino alternativo conhecido como "The Draming" (em português: "O Sonho"). O principal antagonista é Boss Cass, um casuar que planeja se tornar um ditador usando os cinco talismãs místicos. O interesse amoroso de Ty é Shazza, um dingo fêmea . Ajudando Ty nessa aventura estão seus amigos Maurie, uma cacatua de crista de enxofre que atua como sua figura de mentor; Julius, um coala que ajuda Ty a encontrar os talismãs; Ken, um diabo-da-tasmânia e guarda florestal; e Dennis, um sapo verde covarde . Os personagens principais incluem Bull, um javaporco que mais tarde se torna o companheiro de Ty; Crikey, um tubarão-tigre cibernético ; Sly, outro tigre da tasmânia e irmão de Ty; um diabo espinhoso fêmea (mais tarde revelado como Fluffy em Bush Rescue ), que controla um grande robô Yeti; e Shadow, um morcego fantasma .

### História
Na Austrália, o malvado casuar Boss Cass, entra no Outback para roubar os 5 talismãs místicos para que ele possa se tornar o governante do país, mas é confrontado por uma família de tigres-da-tasmânia empunhando bumerangues e eles lutam pelo controle dos talismãs. Quando Cass abre um portal para "O Sonho" para aprisionar os tigres, o pai de Ty lança seu Doomarang para desalojar os talismãs, destruindo o portal e dispersando os talismãs. Tendo se tornado o último de sua espécie, Ty é adotado como um órfão por uma tribo de bilbies . Vários anos depois, Ty inadvertidamente cai em uma caverna enquanto joga com os bilbies e encontra o Bunyip. O ancião Nandu Gilli revela a Ty sua verdadeira missão e que Cass voltou para tentar obter os talismãs. Depois de ser resgatado do buraco por Maurie, seu amigo cacatua, Ty resolve encontrar os talismãs desaparecidos e salvar sua família.
Na Estação Bli-Bli, Ty é apresentado a um cientista chamado Julius, um coala que inventou um dispositivo que encontrará os talismãs. Como os Thunder Eggs são necessários para alimentar o dispositivo, Ty precisa encontrar os Thunder Eggs visitando portais para outros mundos. Maurie também informa Ty que ele deve encontrar um segundo bumerangue para se defender. De lá, Ty faz seu caminho através de um billabong e encontra seu segundo bumerangue com a ajuda de Maurie. Em uma floresta , ele ajuda a salvar sua namorada, a dingo fêmea Shazza, e ajuda Ranger Ken a tirar os morcegos de uma caverna, bem como aprender a nadar com o salva-vidas Rex e encontrar um navio naufragado em uma ilha tropical. Quando Julius encontra o primeiro talismã, Ty encontra Bull, um javali. Ele doma Bull, atraindo-o para as rochas e resgata o primeiro talismã. No laboratório de Julius, Ty descobre que Julius desenvolveu bumerangues elementais, desviando o excesso de energia dos Fire Thunder Eggs através de seu Hyper Techno Boomerang Maker.
Ty vai em uma jornada através de Pippy Beach, usando seus Flamerangs. Ele usa Bull para viajar pelo interior e ajuda Shazza e Ken mais uma vez. Ty também faz amizade com Dennis, um sapo verde covarde, e ajuda-o a chegar a sua casa, iluminando o caminho ao longo do caminho com seus Flamerangs. Nas Montanhas Nevadas, ele também resgata um grupo de crianças coalas que estão perdidas na neve. COMO Julius encontra o segundo talismã, Cass coloca outro de seus capangas, o mecânico tubarão-tigre Crikey, para impedir Ty. Ty pula em um grupo de plataformas e, depois de usar os tanques de oxigênio, derrota Crikey. Usando a energia restante dos Ice Thunder Eggs, Julius constrói um novo conjunto de bumerangues para Ty, o "Frostyrangs".
Ty expõe um grupo de incêndios florestais usando os Frostyrangs e entra no lago Burril. Tendo descoberto que Ty é o único a recolher os talismãs e os Thunder Eggs, Cass convoca seu "filho adotivo" Sly, outro tigre-da-tasmânia (que na verdade é o irmão mais velho de Ty que acha que seus pais o abandonaram por ter sido criado por Cass desde criança) e de seus capangas de alto escalão, para eliminá-lo. Enquanto Ty faz o seu caminho através de outra floresta tropical (enquanto está sendo continuamente mal orientado por uma lira chamada Lenny), ele é confrontado por Sly dentro da fábrica da floresta tropical. Ty derrota facilmente Sly, mas ele foge. Ty mais tarde salva os coalas novamente e coloca mais incêndios em uma montanha de neve, assim como passa por um grupo de ilhas tropicais. Quando o terceiro talismã é localizado, Ty encontra e luta contra um diabo espinhoso femêa (mais tarde revelado ser Fluffy), outro dos capangas de Cass. Apesar de atacar com seu Yeti mecânico gigante, Ty consegue derrotá-la e adquire o terceiro talismã. Julius então constrói poderosos "Thunderangs" da energia excessiva dos Thunder Egg, dando os novos bumerangues a Ty.
Depois de coletar engrenagens douradas e Thunder Eggs suficientes, além de ter dito que os dois últimos talismãs estão presumivelmente em posse de Cass, Ty entra em uma floresta tropical que leva ao covil de Cass, evitando armadilhas e lacaios de Cass. Dentro do covil, Ty encontra Shazza novamente. Cass ordena outro de seus capangas, Shadow a Morcega, capturar Shazza. Ty usa os poços de ventilação para derrotar Shadow e salvar Shazza, além de adquirir o quarto talismã. Enquanto ele continua sua busca por Cass, ele confronta Sly novamente e facilmente o domina. Assim como Sly está prestes a cair em um poço de lava, ele é resgatado por Ty. Apesar disso, Sly foge e promete vingança contra ele. Ty encontra Boss Cass e seu enorme robô, o Neo Fluffy X, e os dois batalham. Ty consegue danificar o robô quando Sly (depois de descobrir a verdade sobre seu passado) aparece e trai Cass. Ele dá a Ty o Doomarang de seu pai, que Ty usa para destruir o robô e fazer Cass cair do céu. Depois de dar ao ancião Bunyip o último talismã, seus pais chegam do "Sonho".  Se Ty coletar todos os opalas, ouro Cog e Thunder Eggs no jogo, uma cena pós-créditos mostra um tigre-da-tasmânia robótico (presumivelmente Cy) sendo ativado.

## Recepção
O jogo recebeu análises mistas, em grande parte positivas.
- GameSpot - 7.5 out of 10[1]
- IGN - 6.8 out of 10[2]
- GamePro -
- Eurogamer - 5 out of 10